# Olga Gorchenina
Olga Anatolievna Gorchenina (en russe : Ольга Анатольевна Горшенина), née le 9 novembre 1990 à Togliatti, est une joueuse internationale russe de handball évoluant au poste d'arrière gauche.

## Palmarès

### Club
compétitions internationales
- vainqueur de la coupe de l'EHF (C3) en 2012 et 2014 (avec Lada Togliatti)

compétitions nationales
- championne de Russie en 2016 (avec HC Astrakhanochka)

### Équipe nationale
Championnats du monde
- médaillée de bronze au championnat du monde 2019

Championnats d'Europe
- 7e du championnat d'Europe 2010
- 7e du championnat d'Europe 2016
- 5e du championnat d'Europe 2020

autres
- troisième du championnat d'Europe junior en 2009[2]